# Topolino fa tardi
Topolino fa tardi (Mickey's Delayed Date) è un film del 1947 diretto da Charles A. Nichols. È un cortometraggio animato della serie Mickey Mouse, prodotto dalla Walt Disney Productions e uscito negli Stati Uniti il 3 ottobre 1947, distribuito dalla RKO Radio Pictures.
Il film è conosciuto anche con il titolo Topolino ritardatario.

## Trama
Minni chiama Topolino per ricordargli il loro appuntamento, che lui ha completamente dimenticato mentre dormiva sul divano, e gli impone di raggiungerla entro 15 minuti. Preparatosi con l'aiuto di Pluto, Topolino corre per raggiungere Minni, ma dimentica a casa i biglietti per la festa. Mentre Pluto porta i biglietti al suo padrone, Topolino finisce per rovinare l'abito. Quando però Minni lo vede, gli dice che ha un bellissimo costume e Pluto gli dà i biglietti. Essi sono infatti per una festa in costume "per tempi difficili".

## Distribuzione
Il cortometraggio fu distribuito nei cinema italiani nel settembre 1970 all'interno del film di montaggio Topolino Story. Nel 1978 fu incluso, a sua volta, nel film antologico Buon compleanno Topolino, uscito in Italia nel settembre 1979 e distribuito in VHS nel settembre del 1982.

### Edizione italiana
Il doppiaggio originale del corto, curato da Roberto De Leonardis, venne eseguito dalla C.D.C. Il corto tornò al cinema nel 1979 all'interno del film di montaggio Buon compleanno, Topolino con il primo ridoppiaggio che fu eseguito dalla DEFIS e basato su dialoghi del doppiaggio originale. Il corto fu poi ridoppiato nel 1991 dal Gruppo Trenta per l'inclusione nella VHS Topolino superstar; tale doppiaggio fu utilizzato per la trasmissione televisiva e per la distribuzione in home video. Nel 2010 il corto fu nuovamente ridoppiato dalla Royfilm sotto la direzione di Leslie La Penna per essere utilizzato nella trasmissione della serie TV Topolino che risate! e nel DVD Topolino che risate! - Volume 3. Su Disney+ è stato però incluso il secondo ridoppiaggio.

### Cinema
- Topolino Story (settembre 1970)[3]
- Buon Compleanno Topolino (settembre 1979)[2]

### Edizioni home video

#### VHS
- Buon compleanno, Topolino (settembre 1982)[2]
- Topolino superstar (febbraio 1991)[6]
- Topolino 70 anni di avventure (dicembre 1998)[9]

#### DVD
Il cortometraggio è incluso nei DVD Walt Disney Treasures: Topolino star a colori - Vol. 2 e Topolino che risate! - Volume 3.